# 파이퍼 (영화)
《파이퍼》(영어: Piper)는 2016년 공개된 미국의 컴퓨터 애니메이션 단편 영화다.

## 줄거리
한 무리의 도요과 새들이 해안가에서 먹이를 찾고 있다. 물이 빠지면서 드러난 이매패류를 찾아다니고, 파도가 돌아오면 도망친다. 아기 도요새(파이퍼라는 이름)는 엄마에게 이끌려 자기 스스로 먹이를 찾는 법을 배우기 위해 해변으로 간다. 그러나 파이퍼는 제때 물러나지 못하고 밀려오는 파도에 흠뻑 젖어 겁에 질린다. 이 사건으로 파이퍼는 수공포증에 걸리고, 전처럼 엄마가 먹이를 가져다주기를 고집하며 둥지를 떠나지 않으려 한다. 곧 파이퍼는 배고픔 때문에 해변으로 돌아가야 했고, 모래를 파고드는 소라게를 발견한다. 파이퍼가 소라게를 지켜보는 동안 큰 파도가 밀려와 파이퍼를 덮친다. 파이퍼는 당황하여 소라게를 흉내 내어 모래 속으로 파고든다. 그러나 이번에는 소라게가 파이퍼에게 눈을 뜨라고 말했고, 파이퍼는 파도에 의해 드러난 큰 이매패류를 보게 된다. 신이 난 파이퍼는 수공포증을 극복하고 물속에서 이매패류가 드러날 때 잡는 법을 배워, 무리 전체를 먹일 만큼 충분히 잡는다.

## 수상
| 시상식     | 시상일          | 부문                        | 대상                            | 결과 | 비고  |
| ---------- | --------------- | --------------------------- | ------------------------------- | ---- | ----- |
| 애니상     | 2017년 2월 4일  | 최고의 단편 애니메이션 영화 | 파이퍼                          | 수상 | [ 1 ] |
| 아카데미상 | 2017년 2월 26일 | 최고의 단편 애니메이션 영화 | 앨런 바릴라로와 마크 선드하이머 | 수상 | [ 2 ] |